# Daniela Jordanowa
Daniela Jordanowa (bulgarisch Даниела Йорданова, engl. Transkription Daniela Yordanova; * 8. März 1976 in Sliwniza) ist eine bulgarische Mittel- und Langstreckenläuferin, die international vor allem im 1500-Meter-Lauf in Erscheinung trat.
1998 wurde sie bulgarische Meisterin im 5000-Meter-Lauf und im Halbmarathon, 1999 im 1500-Meter-Lauf. Von 1998 bis 2000 wurde sie außerdem jeweils dreimal in Folge nationale Hallenmeisterin über 1500 m und 3000 m.
2000 wurde sie bei den Halleneuropameisterschaften in Gent Fünfte im 3000-Meter-Lauf und bei den Olympischen Spielen in Sydney Zehnte im 5000-Meter-Lauf.
In der Folge konzentrierte sie sich auf die Mittelstrecke. Über 1500 m belegte sie bei den Hallenweltmeisterschaften 2001 in Lissabon, bei den Halleneuropameisterschaften 2002 in Wien und bei den Europameisterschaften 2002 in München jeweils den fünften Platz. Sie wurde Siebte bei den Weltmeisterschaften 2003 in Paris/Saint-Denis und Vierte bei den Hallenweltmeisterschaften 2004 in Budapest. Bei den Olympischen Spielen 2004 in Athen erreichte sie in persönlicher Bestleistungen von 3:59,10 min den fünften Platz und lief die 1500 Meter zum ersten Mal in ihrer Laufbahn unter vier Minuten.
Nachdem sie bei den Weltmeisterschaften 2005 in Helsinki noch in der Vorrunde gescheitert war, holte Jordanowa bei den Europameisterschaften 2006 in Göteborg die Bronzemedaille. Mit 3:59,37 min blieb sie wieder unter der Vier-Minuten-Grenze und musste sich nur den Russinnen Tatjana Tomaschowa (3:56,91 min) und Julija Fomenko (3:57,61 min) geschlagen geben. Im selben Jahr wurde Jordanowa bei einem Abstecher in den Langstreckenbereich bulgarische Meisterin im 10.000-Meter-Lauf und erneut Hallenmeisterin über 1500 und 3000 Meter.
Den bisher bedeutendsten Erfolg ihrer Karriere erzielte Jordanowa mit dem Gewinn der Bronzemedaille im 1500-Meter-Lauf bei den Weltmeisterschaften 2007 in Ōsaka. Sie hatte das Ziel in 4:00,82 min ursprünglich als Vierte hinter Maryam Yusuf Jamal, Jelena Sobolewa und Iryna Lischtschynska erreicht. Sobolewa wurde jedoch nachträglich wegen Dopings disqualifiziert, so dass Jordanowa in der Wertung um einen Rang aufrückte.
Bei den Hallenweltmeisterschaften 2008 in Valencia gewann Jordanowa über 1500 Meter in persönlicher Hallenbestleistung von 4:04,19 min die Bronzemedaille hinter Gelete Burka (3:59,75 min) und Maryam Yusuf Jamal (3:59,79 min). Allerdings profitierte sie auch hier wieder von der nachträglichen Disqualifikation Jelena Sobolewas sowie Julija Fomenkos wegen Dopings, die ursprünglich die ersten beiden Plätze belegt hatten.
Im 13. Juni 2008 wurde Jordanowa selbst bei einer Dopingkontrolle positiv auf Testosteron getestet. Daraufhin wurde ihr im August eine zweijährige Wettkampfsperre auferlegt, und ihre Resultate wurden rückwirkend zum Zeitpunkt der Kontrolle annulliert.
Daniela Jordanowa ist 1,68 m groß und wiegt 50 kg.

## Bestleistungen
- 800 m: 2:03,02 min, 9. Juni 2001, Athen
  - Halle: 2:03,55 min, 19. Februar 2006, Sofia
- 1500 m: 3:59,10 min, 28. August 2004, Athen
  - Halle: 4:04,19 min, 9. März 2008, Valencia
- 3000 m: 8:30:59 min, 6. Juli 2001, Saint-Denis
  - Halle: 8:47,45 min, 27. Februar 2000, Gent
- 5000 m: 14:56,95 min, 25. September 2000, Sydney
- 10.000 m: 32:40,23 min, 28. Mai 2006, Sofia